# Michèle Ndoki
Michèle Ndoki, née le 31 mars 1973, est une avocate inscrite au barreau du Cameroun et militante politique camerounaise

## Biographie

### Enfance de débuts
Michèle Sonia Martine Ndoki est née le 31 mars 1973 en France, de parents camerounais, la famille de Michèle Ndoki rentre au Cameroun lorsqu'elle a un an et demi. Elle va à l'école du centre à Yaoundé, ensuite au CES d'Elig Essono. Elle obtient son baccalauréat en 1991 au Lycée Joss de Douala. Voulant faire des études de psychologie ou de marketing, son père, qui finance ses études à Reims en France, lui recommande le droit des affaires. Elle obtient un diplôme d’études supérieures en droit privé, avec une spécialisation en droit des affaires.

### Carrière

#### Carrière juridique
Michèle Ndoki rentre au Cameroun en fin 1997 et rejoint le cabinet de Me Marie-Andrée Ngoué. Elle y travaille pendant 5 ans comme juriste en conseil et droit des entreprises. Elle rejoint, de 2006 à 2012, les groupes Orange et Guinness. Elle redevient conseil en indépendant avant de compléter son accès à l'avocature.  Elle est avocate au barreau du Cameroun depuis le 4 mai 2018.
Elle est ensuite secrétaire général du Centre d’arbitrage du groupement inter-patronal du Cameroun (GICAM), affectée notamment à la lutte anti-corruption, puis revient à la profession d’avocate. Elle prête serment le 4 juillet 2015. Début octobre 2015, elle remporte, ex aequo avec une avocate tunisienne, Yasmine Attia, le premier prix du concours de plaidoirie francophone contre la peine de mort, organisé par l'organisation non gouvernementale Ensemble contre la peine de mort, en partenariat avec le ministère français des Affaires étrangères, l’Organisation internationale de la Francophonie, le Conseil national des barreaux français et la Conférence internationale des barreaux de tradition juridique commune,.

#### Carrière politique
Michèle Ndoki entre en politique avec le Cameroon People's Party (CPP) de Edith Kah Walla qu'elle quitte par la suite en 2014. Elle s'engage dans des actions avec la société civile durant 2 ans avec des organisations telles que Freedom Generation. Elle rallie le parti politique Mouvement pour la renaissance du Cameroun (MRC) en décembre 2016, devient première vice-présidente nationale des femmes du MRC et responsable des activités du parti dans la première circonscription de Douala. Elle soutient le MRC aux élections de 2018. 
Lors du scrutin présidentiel de 2018, Paul Biya est déclaré élu. Maurice Kamto arrive officiellement en deuxième position. Le MRC dénonce des fraudes électorales et conteste le résultat. Michèle Mdoki participe à l'argumentation sur les irrégularités du scrutin devant le Conseil constitutionnel. Elle explique, en produisant des exemples de documents, que des tableaux récapitulatifs ont remplacés des procès-verbaux dans plusieurs départements. Elle relève aussi un écart entre le nombre d’inscrits dans certaines circonscriptions et le nombre d’inscrits sur l'ELECAM, l'institution chargée d’organiser les élections. Dans tous les départements visés, le vote est largement en faveur de Paul Biya qui obtient même 99% des voix dans certaines endroits. Elle demande l’annulation des résultats dans les localités où ces résultats semblent entachés d’irrégularités. Mais, le Conseil institutionnel, dont les membres sont nommés par le pouvoir, confirme les résultats officiels. 
En fin janvier 2019, des opposants dont Maurice Kamto sont arrêtés dans diverses villes du Cameroun et transférés à Yaoundé. Présentés mi-février à un tribunal militaire, ils encourent la peine de mort. 
Michèle Ndoki est présente lors des manifestations du 26 janvier 2019 à Douala. Elle quitte le cortège lorsque les forces de l’ordre commencent à tirer, Celestin Djamen est blessé à la jambe. Poursuivie par un policier qui l'a reconnue, celui-ci tire à plusieurs reprises et elle est blessée à la cuisse. Elle présente des impacts de balles. Elle est emmenée dans un hôpital et en ressort le lendemain.
Elle est retrouvée et mise aux arrêts le 26 février 2019 après un mois en cachette. Après plus de 8 mois de détention, elle est libérée le 6 octobre 2019, en même temps que le Président du MRC Maurice Kamto et les autres leaders du parti, arrêtés en janvier 2019,. 
Le 5 juin 2022, Michèle Ndoki a annoncé son intention de briguer la présidence du Mouvement pour la renaissance du Cameroun en 2023. 

### Vie privée
Michèle Ndoki est séparée et est mère de 2 enfants